# Walter Tresch
Walter Tresch nació el 4 de mayo de 1948 en Silenen (Suiza), es un esquiador retirado que ganó 1 Campeonato del Mundo (1 Medalla en total), 1 Copa del Mundo en disciplina de Combinada y 4 victorias en la Copa del Mundo de Esquí Alpino (con un total de 14 podiums).

## Resultados

### Juegos Olímpicos de Invierno
- 1972 en Sapporo, Japón
  - Descenso: 6.º
- 1976 en Innsbruck, Austria
  - Eslalon: 4.º
  - Descenso: 7.º

### Campeonatos Mundiales
- 1972 en Sapporo, Japón
  - Combinada: 1.º
- 1974 en St. Moritz, Suiza
  - Eslalon: 5.º

### Copa del Mundo

#### Clasificación general Copa del Mundo
- 1969-1970: 34.º
- 1970-1971: 13.º
- 1971-1972: 13.º
- 1972-1973: 14.º
- 1973-1974: 20.º
- 1974-1975: 14.º
- 1975-1976: 5.º
- 1976-1977: 13.º

#### Clasificación por disciplinas (Top-10)
- 1970-1971:
  - Descenso: 5.º
- 1972-1973:
  - Eslalon: 4.º
- 1975-1976:
  - Combinada: 1.º
  - Eslalon: 10.º
- 1976-1977:
  - Eslalon: 8.º

#### Victorias en la Copa del Mundo (4)

##### Descenso (1)
| Fecha               | Lugar      |
| ------------------- | ---------- |
| 16 de enero de 1971 | St. Moritz |

##### Combinada (3)
| Fecha               | Lugar                  |
| ------------------- | ---------------------- |
| 9 de enero de 1976  | Garmisch-Partenkirchen |
| 25 de enero de 1976 | Kitzbühel              |
| 23 de enero de 1977 | Wengen                 |